# Standard téléphonique
Pour les articles homonymes, voir Standard.

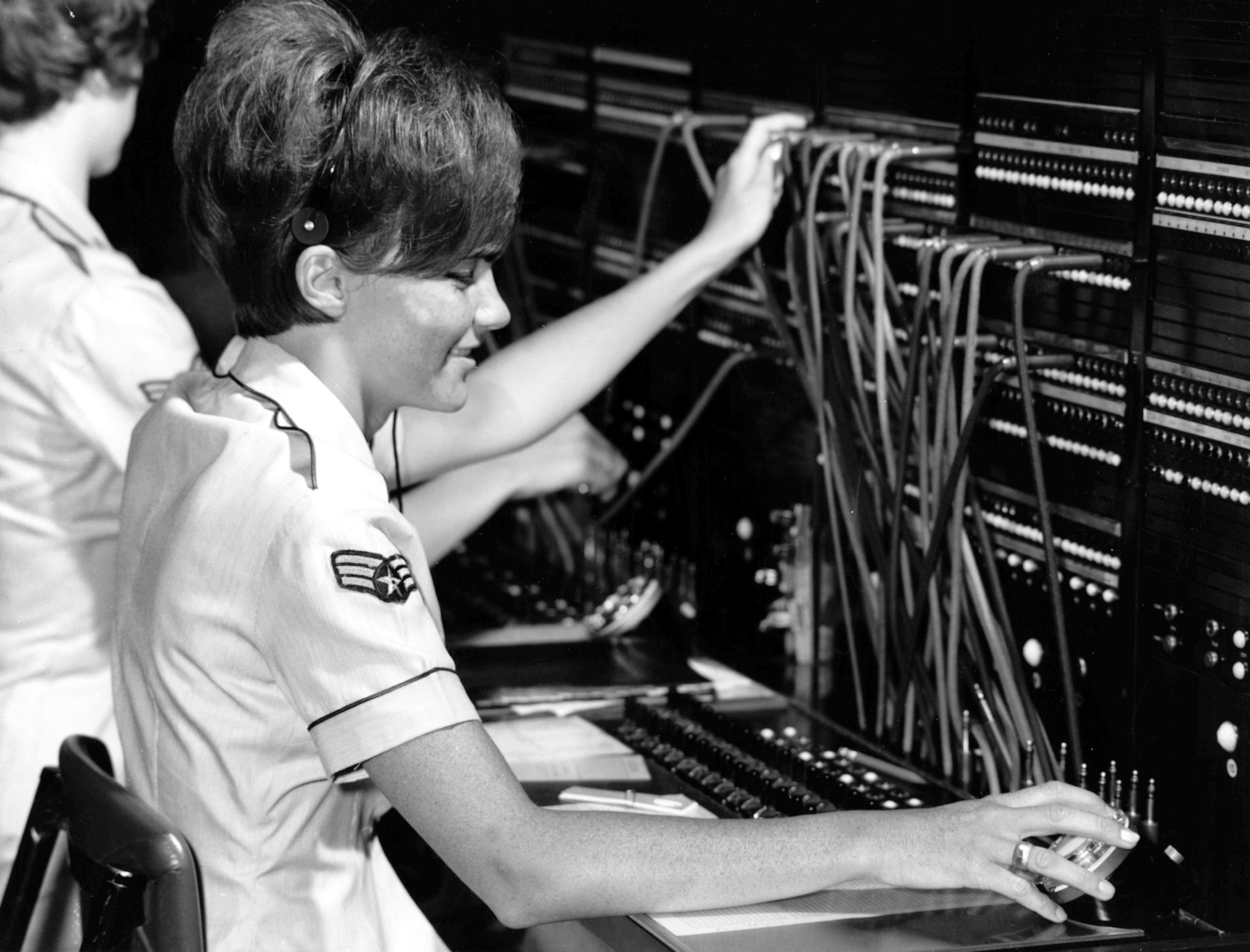
Un standard téléphonique en 1967

Un standard téléphonique est le plus ancien type de commutateur téléphonique : les connexions entre usagers sont réalisées par un opérateur (le ou la standardiste), au moyen de cordons équipés de connecteurs de type jack. On parle de PABX pour les commutateurs téléphoniques automatiques d'entreprises ou d'immeubles.
Le standard téléphonique est un outil nécessaire à l'activité de toutes les entreprises. Il existe trois types de standards téléphoniques en fonction de la technique utilisée.
Le commutateur téléphonique électromagnétique inventé par Almon Strowger en 1888 a progressivement remplacé les standards manuels dans les centres d'appels. Dès 1919, le système Bell a adopté un standard automatique. Néanmoins de nombreux standards manuels restèrent opérationnels durant la seconde moitié du vingtième siècle dans les bureaux, les hôtels ou dans d'autres entreprises. Plus tard les équipements électriques et la technique informatique ont donné aux opérateurs un accès à de nombreuses fonctionnalités.

## Fonctionnement

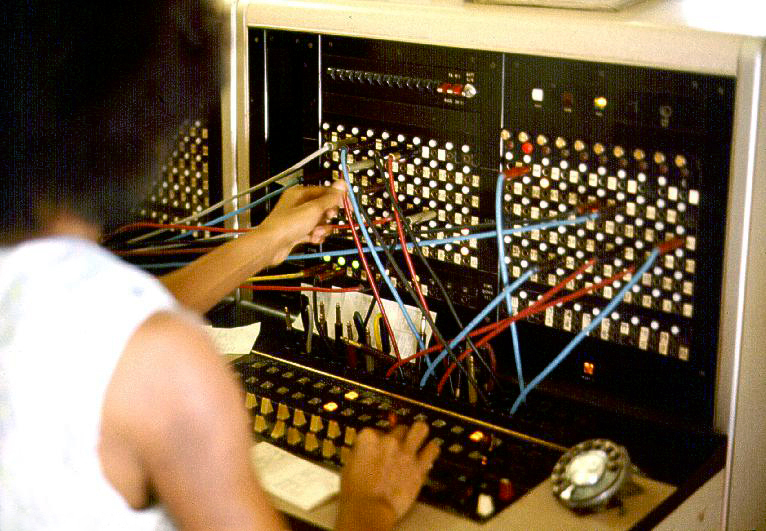
Standard PBX, 1975

Le standard téléphonique est en général conçu pour faciliter le travail de l'opérateur qui lui fait face. Il est constitué d'un panneau arrière (vertical)
composé de rangées de prises jack femelles, chaque prise étant désignée et connectée comme l'extension locale d'une ligne d'abonné (qui dessert un client individuel) ou comme une liaison « inter standards » entrante ou sortante. Chaque prise jack est également associée à une lampe.
Sur la table (horizontale) ou le bureau devant l'opérateur, se trouvent des colonnes de boutons, de lampes et de câbles. Chaque colonne consiste en un commutateur à deux positions extrêmes :"avant" et "arrière", une lampe "avant" et une lampe "arrière" suivi d'un câble souple "avant" et d'un câble souple "arrière". Ces deux cordons (donc souples) et l'équipement associé constituent un dicorde. La position "avant" permet à l'opérateur d'entrer en conversation avec le correspondant relié à la paire de fils du câble téléphonique associé. Le bouton arrière des anciens tableaux manuels permet de faire sonner les téléphones. Dans les standards plus récents ce bouton permet de collecter l'argent provenant des appels des cabines téléphoniques. Chaque bouton a trois positions : en arrière, normal ou en avant. Quand le bouton est en position normale, un circuit électrique connecte les paires de fils des câbles avant et arrière (phase de conversation). Un bouton en position avant connecte l'opérateur à la paire de câbles et un bouton en position arrière envoie un signal de sonnerie dans le câble (dans les standards les plus anciens). Chaque câble est composé d'un triple câble jack : deux pour le système pointe-anneau qui permet de tester, de faire sonner et de parler, et un pour le signal occupé.
Quand un appel est reçu, la lampe correspondant à la prise jack s'allume sur le panneau arrière et l'opérateur répond en plaçant le câble arrière dans la prise jack correspondante tout en réglant le bouton sur sa position avant. L'opérateur converse ensuite avec l'appelant, ce dernier exprime sa demande. Si c'est un autre numéro local (abonné connecté au même standard), l'opérateur place le câble avant dans la prise jack associée et place le bouton en position arrière pour appeler le destinataire. Après la phase de connexion, l'opérateur laisse les deux câbles branchés avec le bouton en position normale afin que les 2 personnes puissent communiquer. La lampe de supervision s'allume lorsque l'appel est terminé. Chacune des 2 personnes peut également faire clignoter la lampe de supervision de l'opérateur en appuyant brièvement sur le commutateur permettant de raccrocher, s'ils ont besoin d'aide pour résoudre un problème. Quand l'opérateur décroche un cordon, un contre-poids placé derrière le standard fait descendre le cordon afin que celui-ci ne s'emmêle pas.
Sur une liaison entre 2 standards, les signaux « décroché » et « raccroché » doivent passer dans les 2 directions. Sur une liaison unidirectionnelle, le standard A provoque un « court-circuit » pour signaler un « raccroché » et ouvre le circuit pour un  « décroché », tandis que le standard B envoie une polarité normale ou inversée sur la paire torsadée reliant les 2 centraux. Ce système de signalisation à polarité inversée a été ensuite réutilisé dans les systèmes à échange automatique.

## Histoire

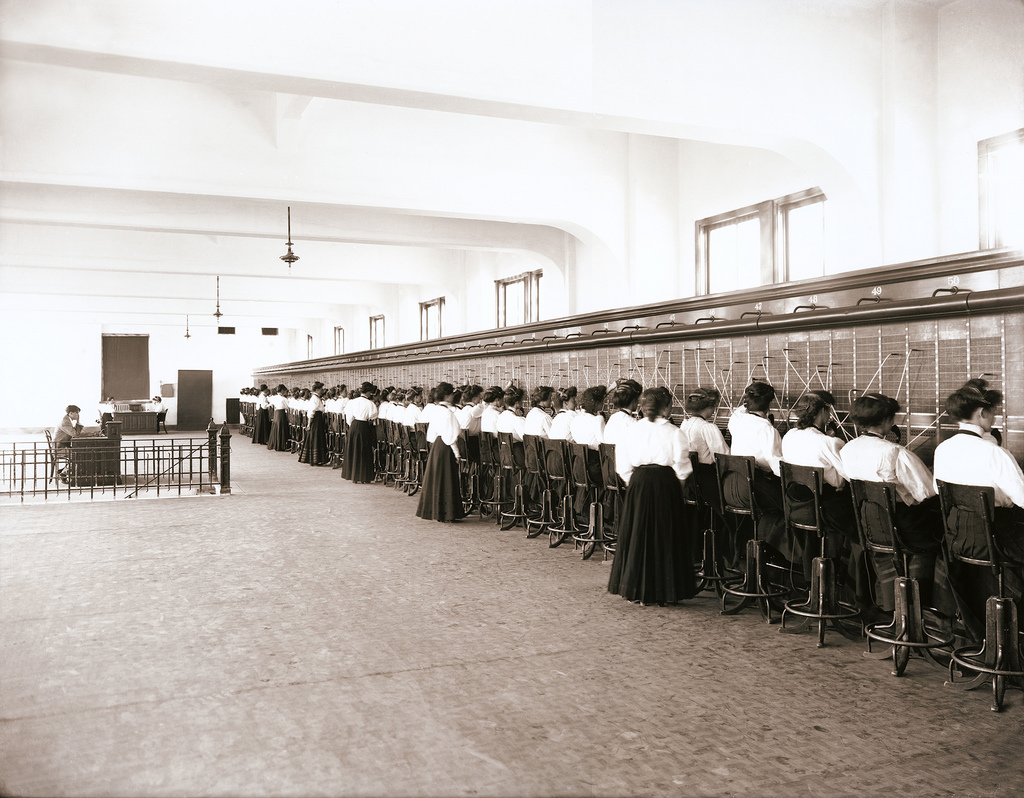
Standardistes téléphoniques à Salt Lake City, États-Unis dans les années 1910.

Les premiers téléphones dans les années 1870 étaient loués par paire ce qui les limitait à des conversations entre ces deux instruments. L'usage d'un standard téléphonique apparut rapidement plus important que pour le télégraphe. En juin 1878, la Boston Telephone Dispatch company commença à engager des garçons comme opérateurs téléphoniques. Ceux-ci avaient été très efficaces comme opérateurs télégraphiques, mais leur attitude (manque de patience) et leur comportement (farces...) étant inacceptables pour des contacts téléphoniques instantanés, les entreprises commencèrent donc à employer des femmes pour les remplacer. Ainsi le 1er septembre 1878, la Boston Telephone Dispatch engagea Emma Nutt. C'était la première femme opératrice. Les petites villes avaient traditionnellement leur standard téléphonique installé dans la maison de l'opérateur pour qu'il ou elle puisse répondre aux appels 24 heures sur 24. En 1894, la compagnie de téléphonie et de télégraphie de Nouvelle-Angleterre installa le premier standard alimenté par batterie à Lexington au Massachusetts.
Les premiers standards des villes de grande taille étaient en général installés du sol au plafond afin que les opérateurs puissent atteindre l'ensemble des lignes lors des échanges. Les opérateurs étaient des garçons qui utilisaient des échelles pour connecter les câbles les plus hauts. Vers la fin des années 1890, cette organisation ne suffisait plus face au nombre croissant de lignes et Milo G. Kellogg conçut la division multiple des standards pour que les opérateurs puissent travailler ensemble, avec une équipe sur le « tableau A » et une autre sur le « B ». Ces opérateurs étaient presque toujours des femmes avant le début des années 1970 quand des hommes furent de nouveau engagés. Les câbles utilisés étaient souvent surnommés cordboard par les employés des entreprises de téléphone. Le passage aux premiers systèmes automatisés de panneau de contrôle (Panel Switch) élimina tout d'abord les opérateurs « B » avant que, souvent des années plus tard, les opérateurs « A » soient eux aussi remplacés. Les standards ruraux ou situés dans les banlieues restèrent pour la plupart de petite taille et assez simples. Les clients finissaient donc souvent par connaître leur opérateur par son nom.
Tandis que les échanges téléphoniques s'automatisaient, les standards continuaient de servir des buts précis. Avant l'avènement des appels automatiques interurbains de longue distance (direct distance dialing), les utilisateurs contactaient des opérateurs longue distance afin de réaliser leurs appels taxés. Dans les plus grandes villes, il existait souvent un numéro spécifique qui donnait directement un accès aux opérateurs longue distance. Ailleurs les utilisateurs contactaient leur opérateur local qui les mettaient en relation avec l'opérateur longue distance.
L'opérateur longue distance enregistrait le nom et la ville de la personne qui devait être contactée. Il prévenait ensuite l'utilisateur qui appelait de raccrocher et d'attendre que l'appel soit complété. Chaque centre d'appel avait seulement un nombre limité de canaux vers les villes éloignées, et si ces circuits étaient occupés l'opérateur essayait alors un chemin alternatif à travers des villes proches. L'opérateur reliait alors le canal vers la ville de destination. L'opérateur de destination obtenait alors le numéro grâce à l'opérateur local et effectuait alors l'appel. Une fois que le destinataire avait répondu, l'opérateur lui demandait de patienter le temps que l'appelant réponde à l'appel lui aussi. L'opérateur démarrait le temps de conversation une fois que l'appel avait commencé.
Dans les années 1940, avec l'avènement des appels automatiques interurbains et multi-fréquence l'opérateur connectait la prise jack dans un bi-canal et composait automatiquement le code géographique relatif à la région de destination de l'appel. Si le client connaissait le numéro et que le but de l'appel était un appel automatique interurbain, l'opérateur effectuait directement l'appel. Si la ville distante n'avait pas de numéro pour les appels automatiques interurbains, l'opérateur appelait l'opérateur de cette ville et lui demandait d'appeler le numéro souhaité.
Dans les années 1960, une fois que la plupart des clients eurent accès à des appels automatiques interurbains, un seul type d'opérateur commença à remplir à la fois les fonctions locales et longue-distance. Un client pouvait appeler pour demander un appel en PCV, un appel facturé à un numéro tiers ou un appel de personne à personne. Tous les appels payants depuis des cabines téléphoniques requéraient l'aide d'un opérateur. L'opérateur pouvait également aider à compléter les numéros locaux ou longue-distance qui n'étaient pas complets. Par exemple si le client entendait la tonalité correspondant à un téléphone occupé l'opérateur pouvait intervenir et indiquer que tous les circuits étaient occupés ou qu'il y avait un problème au niveau de la ligne. L'opérateur était également capable d'utiliser une route différente pour effectuer l'appel. Si l'opérateur ne pouvait pas accéder au téléphone voulu grâce à l'appel automatique interurbain, il pouvait appeler l'opérateur dans la ville de destination et lui demander d’essayer d'appeler la ligne pour savoir si celle-ci était occupée ou hors-service.
Les câbles utilisés dans les standards furent remplacés dans les années 1970-80 par des systèmes TSPS ou similaires, ce qui réduisit grandement l'implication de l'opérateur dans les appels. Le client composait directement le numéro composé d'un 0, d'un indicateur géographique et du reste du numéro au lieu de simplement composer le 0 qui le mettait en relation avec l'opérateur. L'opérateur répondait alors et fournissait le service désiré (accepter un appel en PCV par exemple) avant de laisser l'appel être automatiquement pris en charge par le système TSPS.
Avant la fin des années 1970 et le début des années 1980, il n'était pas rare que les villes les plus petites aient leurs propres opérateurs. Un code géographique était en général d'abord relié au centre d'appel des grandes villes, et les centres d'appels plus petits desservaient les villes plus petites de cette région. Le système TSPS permit aux compagnies téléphonique de fermer les plus petits centres d'appels et de consolider les services régionaux qui pouvaient être à des centaines de kilomètres du client.

## Techniques

### PABX
PABX signifie Private Automatic Branch eXchange : autocommutateur téléphonique privé. Le PABX est un type de standard téléphonique que l’on installe physiquement (hardware) au sein d’une entreprise afin de gérer de manière automatique les communications internes et externes. Un PABX se connecte au réseau téléphonique public commuté (RTC).

### IPBX (ou PABX IP)
IPBX signifie Internet Protocol Branch eXchange : autocommutateur téléphonique privé par Internet. L’IPBX est un type de standard téléphonique pouvant être externe ou interne. L’IPBX offre les mêmes fonctionnalités qu’un PABX mais n'est pas obligatoirement connecté au réseau public. Il utilise le protocole internet pour acheminer les appels (VOIP).

### Centrex IP (ou Cloud IPBX)
Le standard téléphonique Centrex permet d'utiliser un autocommutateur mutualisé en disposant de toutes les fonctionnalités d’un PABX sans installation interne locale. Par conséquent, le standard téléphonique n’est plus présent physiquement dans l'entreprise : il est remplacé par un terminal externe sur le serveur d'un fournisseur tiers.
Il est possible d'utiliser la technique Centrex IP via une interface softphone, depuis un smartphone ou un ordinateur.